# Lalsangzuali Sailo
Lalsangzuali Sailo est une écrivaine indienne, chanteuse de gospel et compositrice musical originaire de Mizoram.

## Biographie
Née le 15 mai 1949 à Thingsai dans l'état indien de Mizoram, elle a fait ses études au couvent de St. Johns Bosco à Chirapunji et un baccalauréat et une maîtrise de garanties St. Mary's College, Shillong. Elle est également diplômée d'un (BEd) et a obtenu un doctorat de (PhD) et DLitt sur Mizo literature.
Elle est l'auteure de 17 livres et de trois livrets.
Elle décède le 14 octobre 2006.

## Vie privée
Elle est mariée à Laldinliana et le couple a deux fils et une fille.

## Récompenses
- Padma Shri